# Abril
Abril é o quarto mês do ano nos calendários gregoriano e juliano. É o primeiro de quatro meses com duração de 30 dias, e o segundo de cinco meses com duração inferior a 31 dias.

Abril é comumente associado à estação da primavera no Hemisfério Norte e do outono no Hemisfério Sul, onde é o equivalente sazonal a outubro no Hemisfério Norte e vice-versa.

## Eventos
- 2 de abril de 2005 – Morre o 264º Papa, João Paulo II.
- 5 de abril de 1988 – Estreia na Rede Globo o programa humorístico TV Pirata.[3]
- 5 de abril de 1994 – Morre o músico e compositor, líder do Nirvana, Kurt Cobain.
- 6 de abril de 1909 – Descobrimento do Pólo Norte, por Robert Peary.
- 6 de abril à 7 de abril de 1827 – Batalha de Monte Santiago: episódio da Guerra da Cisplatina – divisão naval Argentina é destruída pela Marinha Imperial do Brasil próximo ao litoral argentino.
- 11 de abril de 1919 – Criação da Organização Internacional do Trabalho (OIT).
- 12 de abril de 1912 – naufrágio do Titanic
- 15 de abril de 1519 – Nascimento do polímata italiano, Leonardo da Vinci.
- 15 de abril de 1907 – Nascimento do coronel alemão e autor do Atentado de 20 de julho, Claus Schenk Graf von Stauffenberg.
- 16 de abril de 1992 – É fabricada a última unidade do Chevrolet Opala, sendo esta a de número 1 milhão.[4]
- 18 de abril de 1882 - Nascimento do escritor brasileiro, Monteiro Lobato.
- 19 de abril de 1810 – Acontece a primeira tentativa do proclamação da independência da Venezuela.
- 19 de abril de 2005 – Encerramento do Conclave de 2005 com a eleição de Bento XVI.
- 20 de abril de 1889 – Nascimento do ditador, líder do partido Nazista alemão, Adolf Hitler.
- 21 de abril de 1792 – É executado, no Brasil, o mártir da Inconfidência Mineira Joaquim José da Silva Xavier, conhecido como Tiradentes.
- 21 de abril de 2025 – Morre o 266º Papa, Francisco.
- 22 de abril de 1500 – Descobrimento do Brasil por Pedro Álvares Cabral.
- 23 de abril de 1564 – Nascimento do poeta e dramaturgo inglês, William Shakespeare.
- 23 de abril de 1616 – Morte de William Shakespeare.
- 25 de abril de 1974 – Revolução dos Cravos em Portugal.
- 25 de abril de 1976 – Entrada em vigor da Constituição de 1976 que consagra a Democracia em Portugal.
- 26 de abril de 1965 — Inaugurada no Rio de Janeiro a TV Globo, que se tornaria a Rede Globo de Televisão.
- 27 de abril de 2014 - Os papas João XXIII e João Paulo II são canonizados em um evento único conhecido como "dia dos quatro papas".
- 28 de abril de 1990 – Casamento do cantor e compositor estadunidense Axl Rose com a modelo estadunidense Erin Everly.
- 29 de abril de 1945 – Casamento do ditador nazista Adolf Hitler com Eva Braun.
- 30 de abril de 1945 – Morte de Adolf Hitler.

### Eventos desportivos
- 2 de abril de 1911 - Fundação do Guarani Futebol Clube
- 4 de abril de 1909 - Fundação do Sport Club Internacional de Porto Alegre.
- 6 de abril de 1943 - Fundação do Goiás Esporte Clube de Goiânia.
- 7 de abril de 1901 - Fundação do Clube Náutico Capibaribe do Recife.
- 11 de abril de 2001 - A Austrália vence Samoa Americana por 31 x 0 pelas Eliminatórias da OFC para a Copa do Mundo de Futebol de 2002, sendo a maior goleada já registrada na história desse esporte.
- 14 de abril de 1912 - Fundação do Santos Futebol Clube.

## Datas comemorativas
- Páscoa (algum domingo entre 22 de março e 25 de abril)
- 1 de abril - Dia da mentira e Dia do Humorismo
- 2 de abril
  - Dia Internacional do Livro Infantil
  - Dia Mundial de Conscientização do Autismo
- 3 de abril - Dia da Verdade, Dia do Atuário e Dia do desporto Comunitário
- 4 de abril
  - Dia do parkinsoniano
- 4 de abril - Aniversário de Marília São Paulo
- 5 de abril - Dia do Propagandista Farmacêutico, Dia dos Fabricantes de Materiais de Construção, Dia da Árvore (na Coréia do Sul) e Dia das Telecomunicações
- 7 de abril - Brasil: Dia do Corretor, Dia do Jornalista (fundação da Associação Brasileira de Imprensa ABI), Dia do Médico Legista. Mundo: Dia Mundial da Saúde, Dia do combate à hipertensão e Dia da Luta contra o Fumo
- 8 de abril - Dia do Correio, Dia da Natação, Dia mundial de combate ao cancro
- 9 de abril - Dia Nacional do Aço
- 10 de abril - Dia da Engenharia, Dia do Engenheiro Metalúrgico
- 11 de abril - Dia Mundial da doença de Parkinson.
- 12 de abril - Dia do Obstetra, Dia do Cosmonauta
- 13 de abril - Dia do Beijo, Dia dos Jovens, Dia do Office-Boy, Dia do Hino Nacional no Brasil
- 14 de abril - Colisão do Transatlântico Titanic com um Iceberg no oceano Atlântico em sua viagem inaugural.
- 15 de abril - O Transatlântico Titanic afunda no oceano Atlântico ocasionando 1523 mortes.
- 16 de abril - Dia do Lions
- 17 de abril - Dia Internacional das Lutas Camponesas, Dia da Botânica, Dia Nacional de Luta pela Reforma Agrária
- 18 de abril - Dia Nacional do livro infantil, Dia do Amigo, Dia Internacional do Radioamador, Dia Nacional do Espírita
- 19 de abril - Dia do Exército Brasileiro, Dia do Índio
- 20 de abril - Dia do Diplomata
- 21 de abril - Dia de Tiradentes, Fundação de Brasília, Dia da Polícia Civil e Militar, Dia da Latinidade, Dia do Metalúrgico
- 22 de abril - Descobrimento do Brasil, Dia da Aviação de Caça, Dia da Força Aérea Brasileira, Dia Mundial do Planeta Terra
- 23 de abril - Dia Mundial do Escoteiro, Dia Nacional do choro (estilo musical), Dia Mundial do Livro e dos Direitos do Autor
- 24 de abril - Dia Internacional do Jovem Trabalhador
- 25 de abril - Dia do Contabilista, no Brasil; dia da Revolução dos Cravos, em Portugal
- 26 de abril - Dia do Goleiro, Dia Nacional da Prevenção e do Combate à Hipertensão
- 27 de abril - Dia da Empregada Doméstica
- 28 de abril - Dia da Educação, Dia Nacional da Caatinga, Dia da Sogra
- 29 de abril - Dia Internacional da Dança
- 30 de abril - Dia Nacional da Mulher, Dia do Ferroviário

## Nascimentos

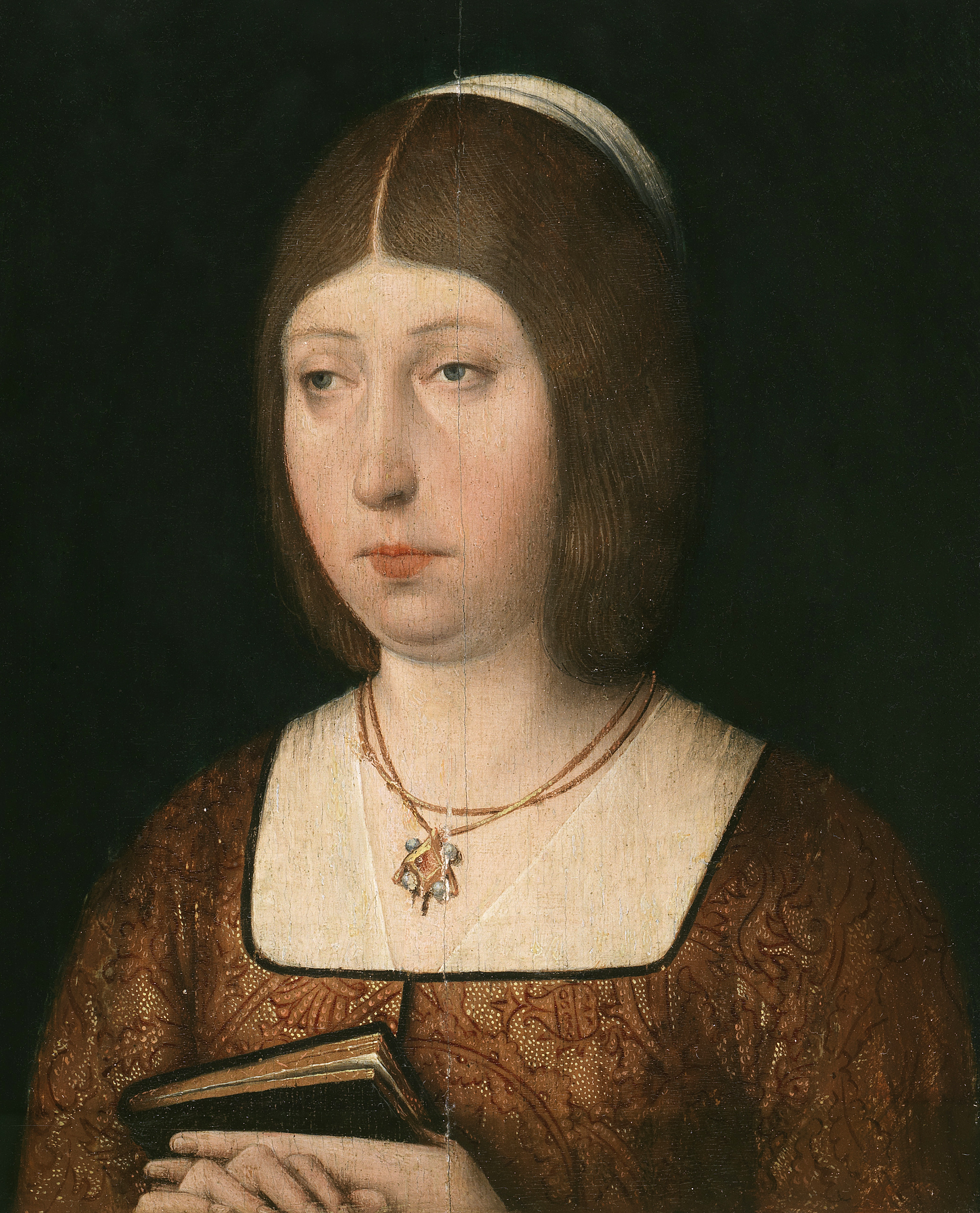
Isabel I de Castela

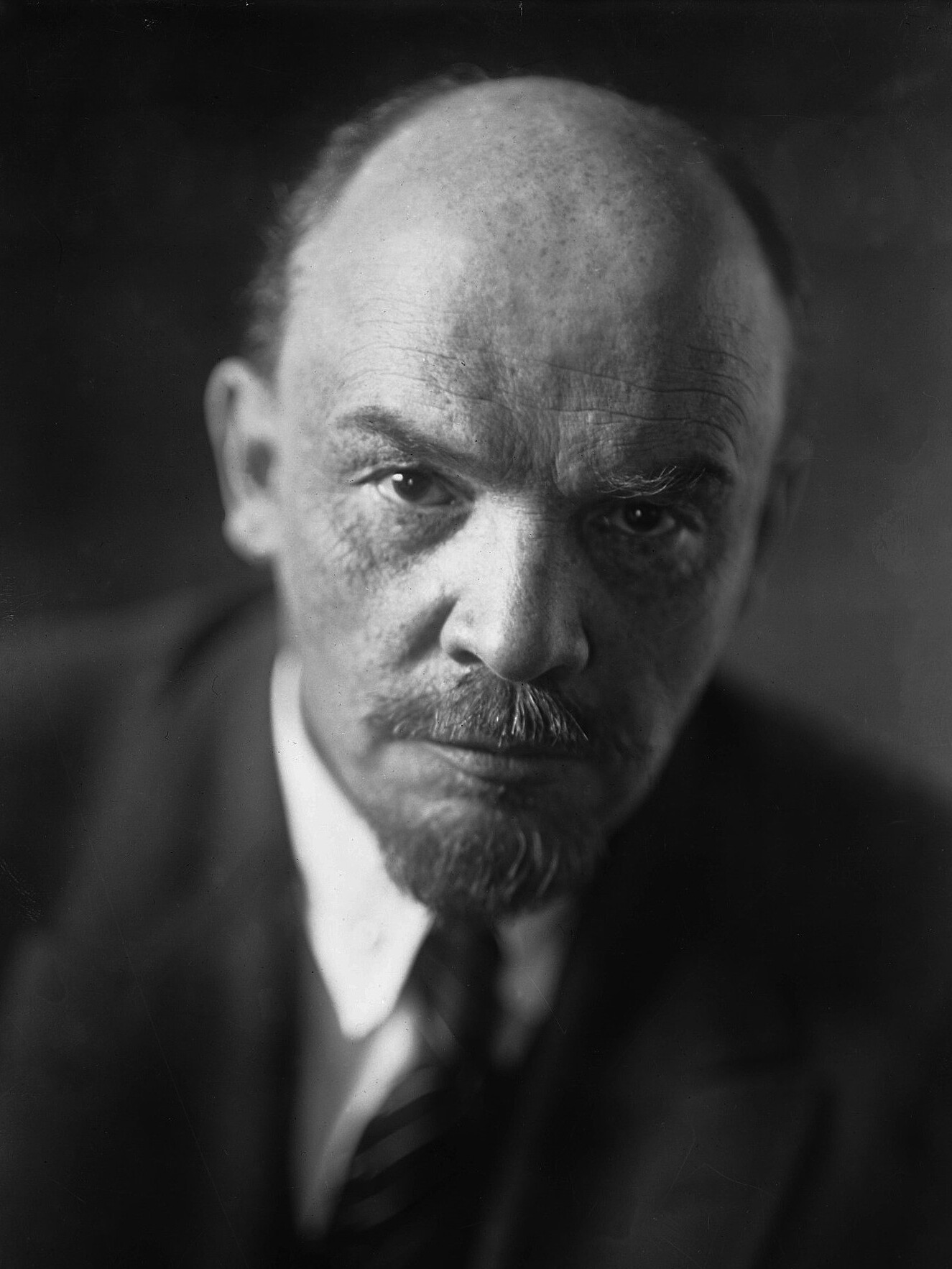
Vladimir Lenin

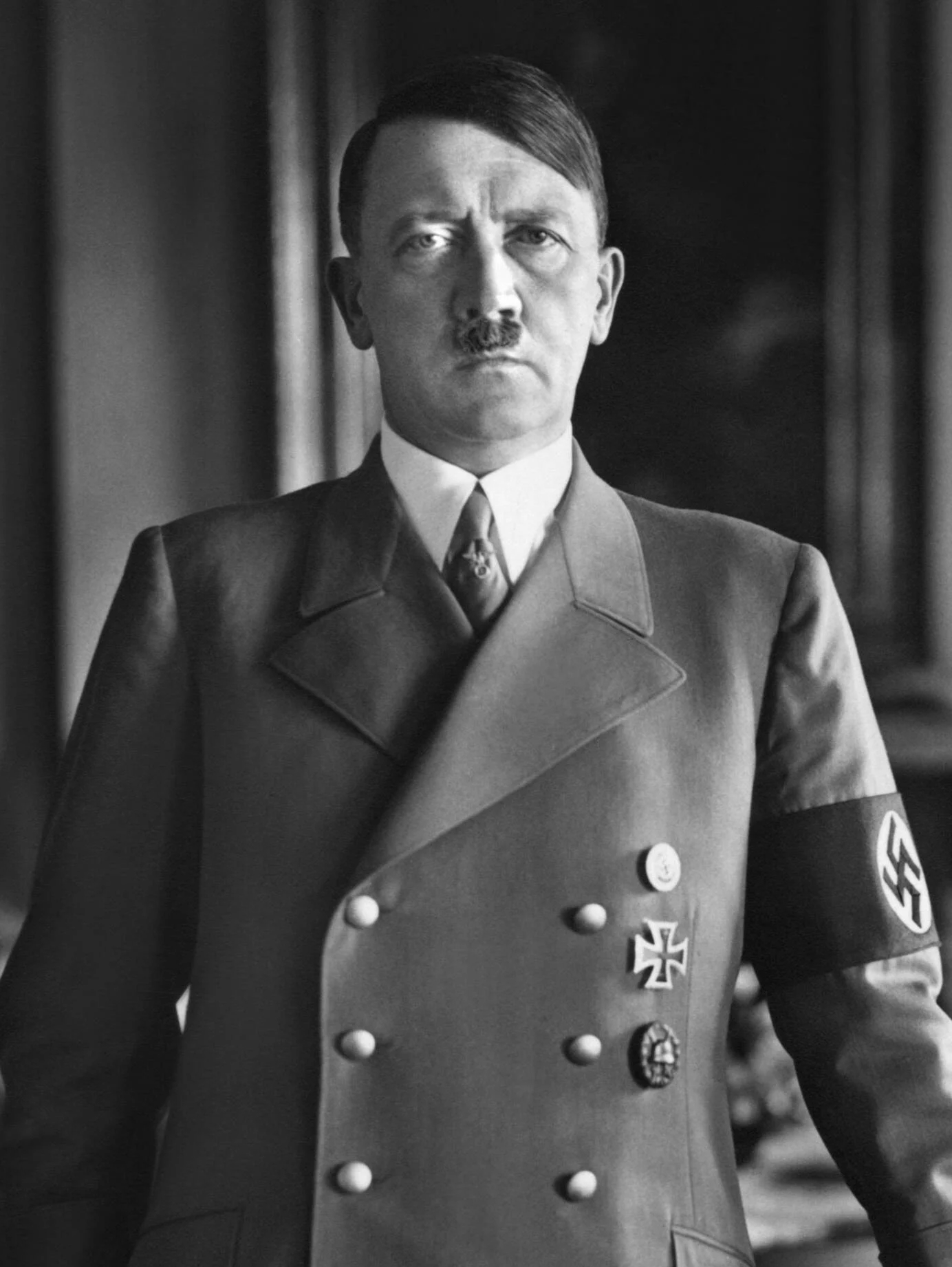
Adolf Hitler

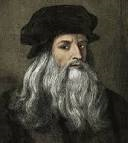
Leonardo da Vinci

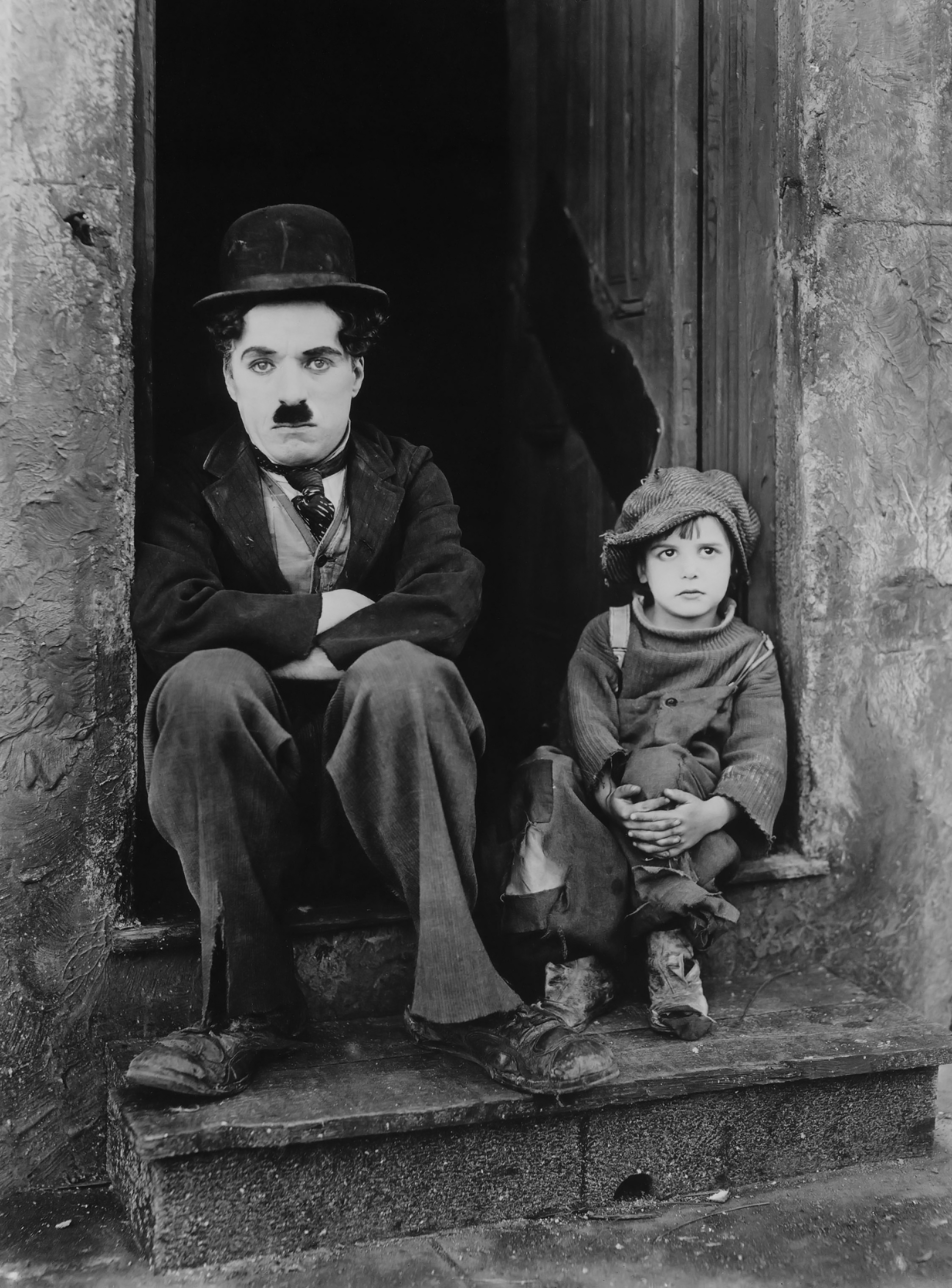
Charlie Chaplin

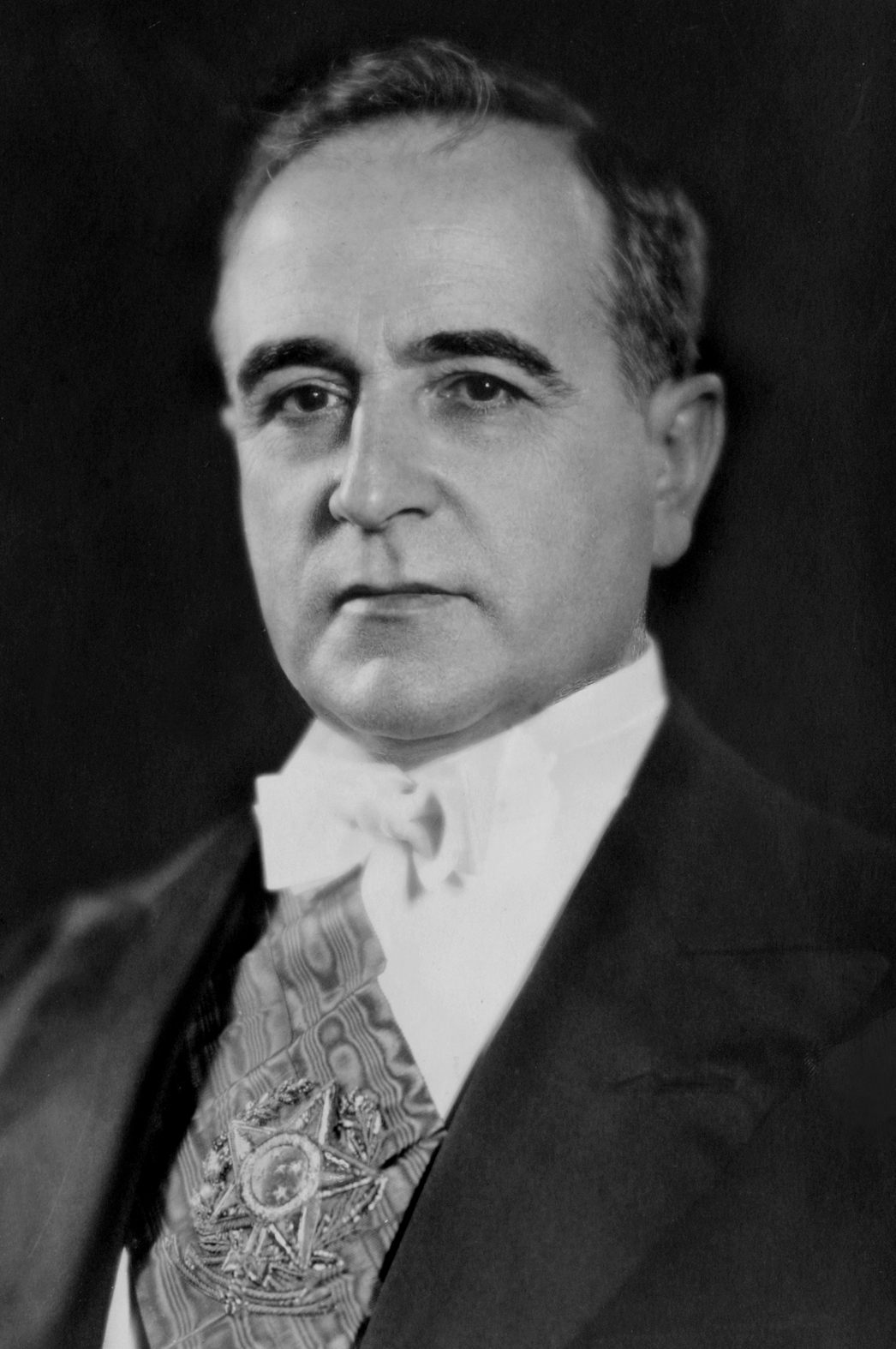
Getúlio Vargas

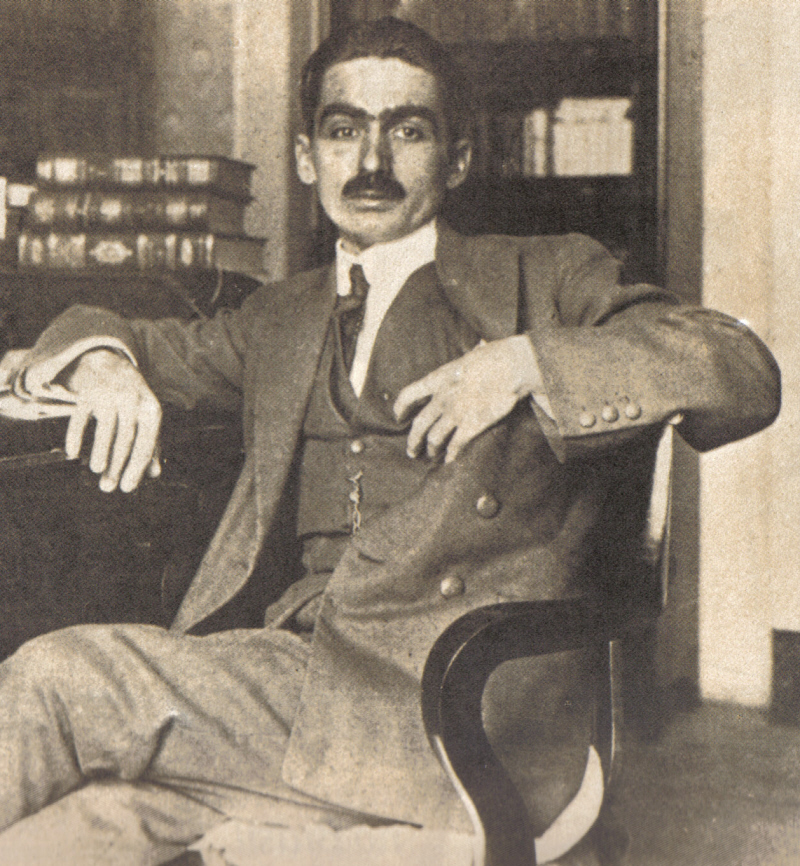
Monteiro Lobato

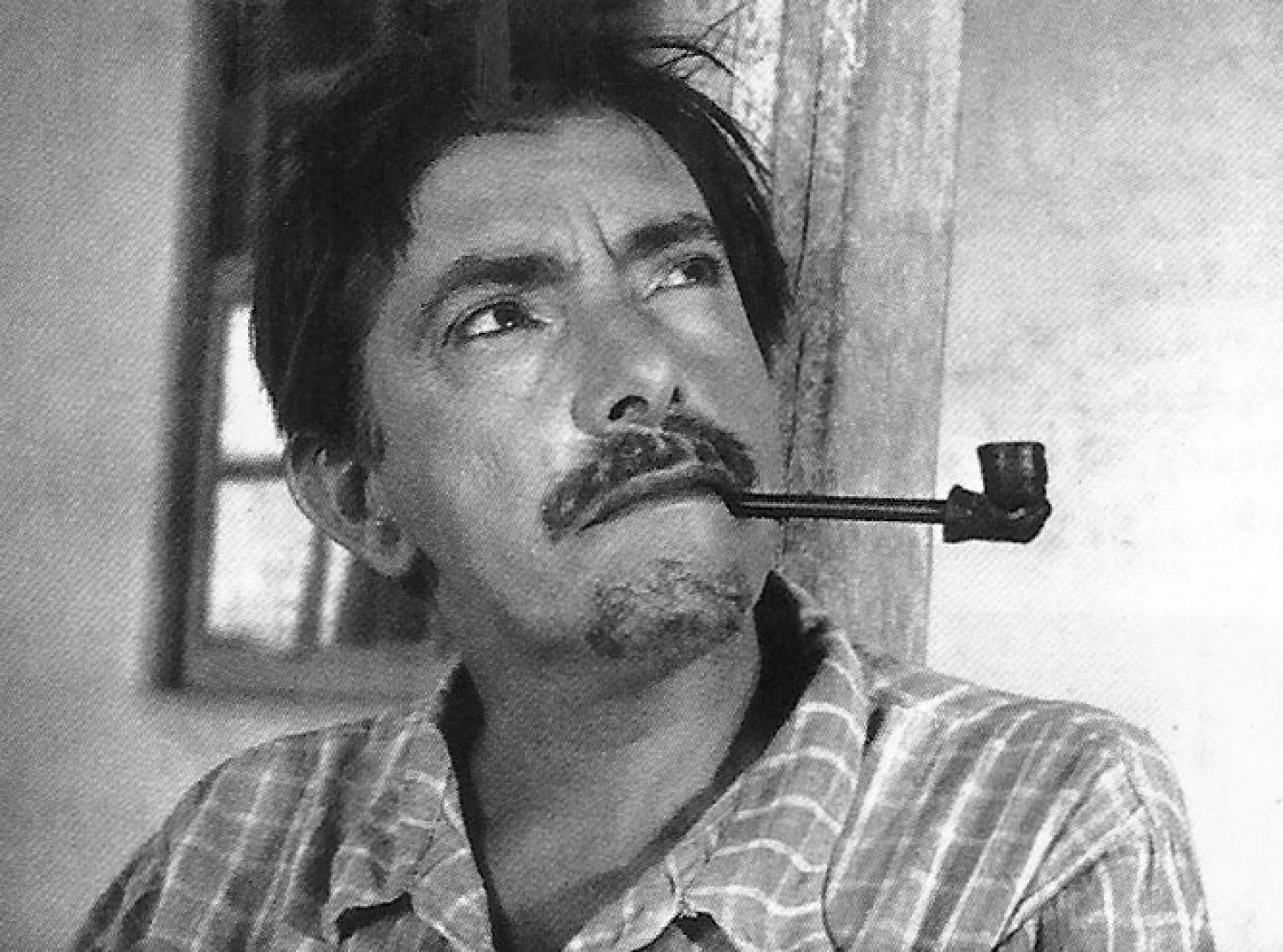
Amácio Mazzaropi

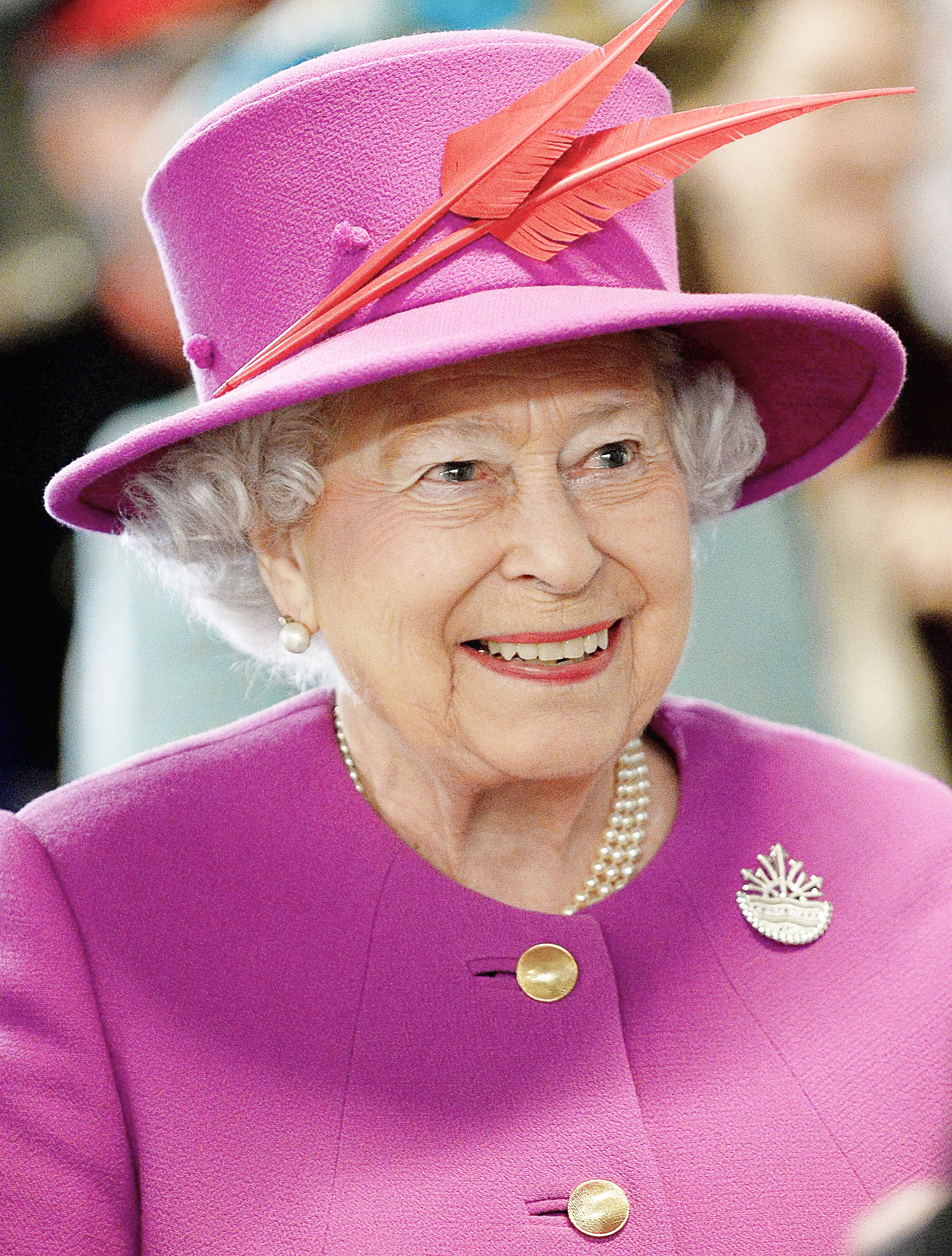
Isabel II do Reino Unido

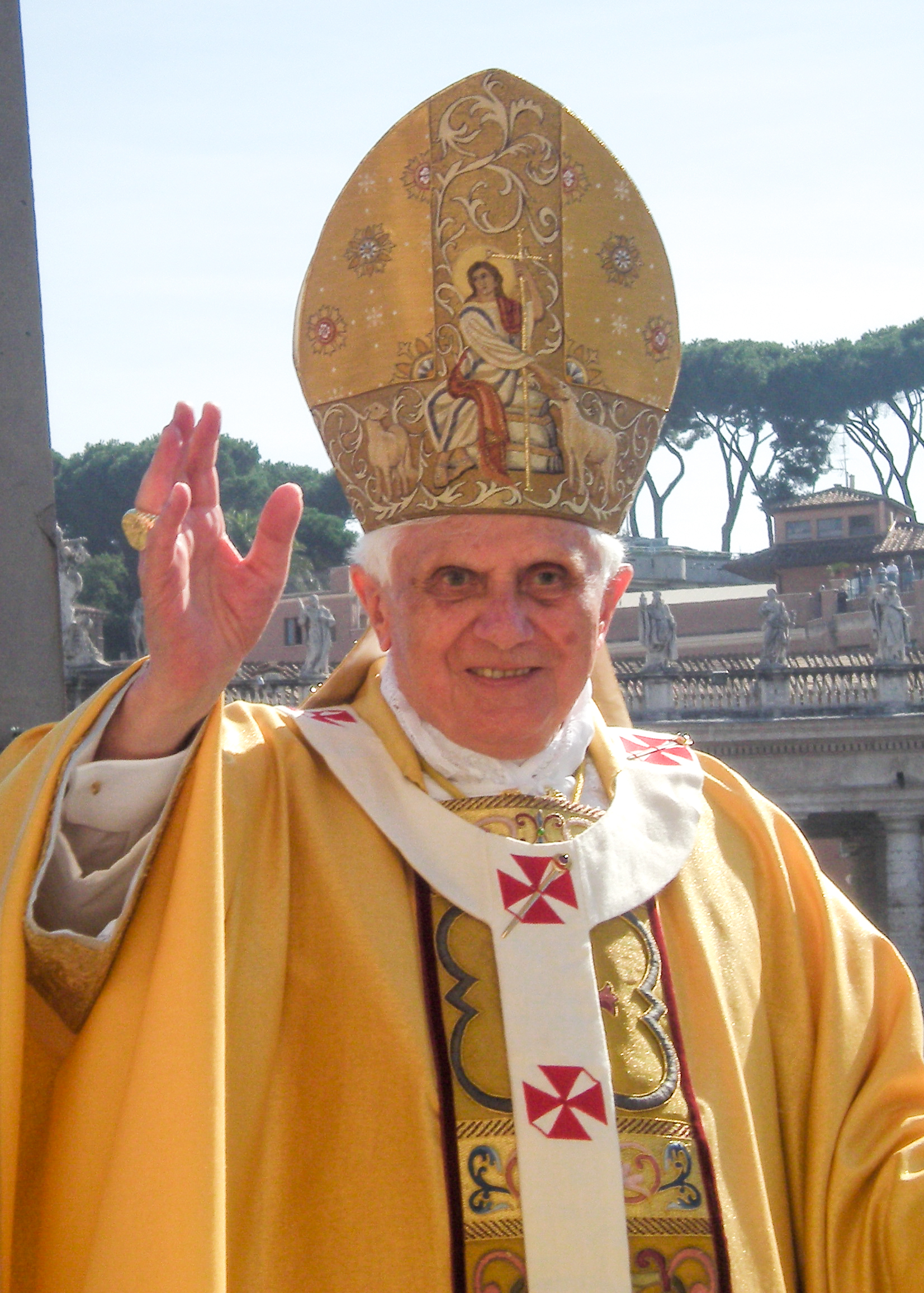
Papa Bento XVI

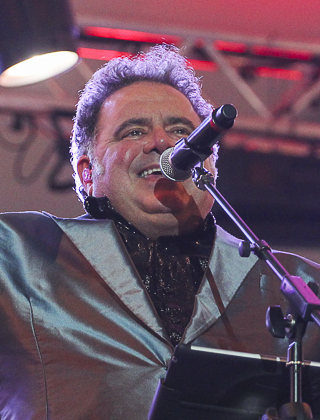
Leo Jaime

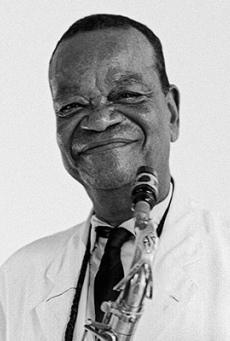
Pixinguinha

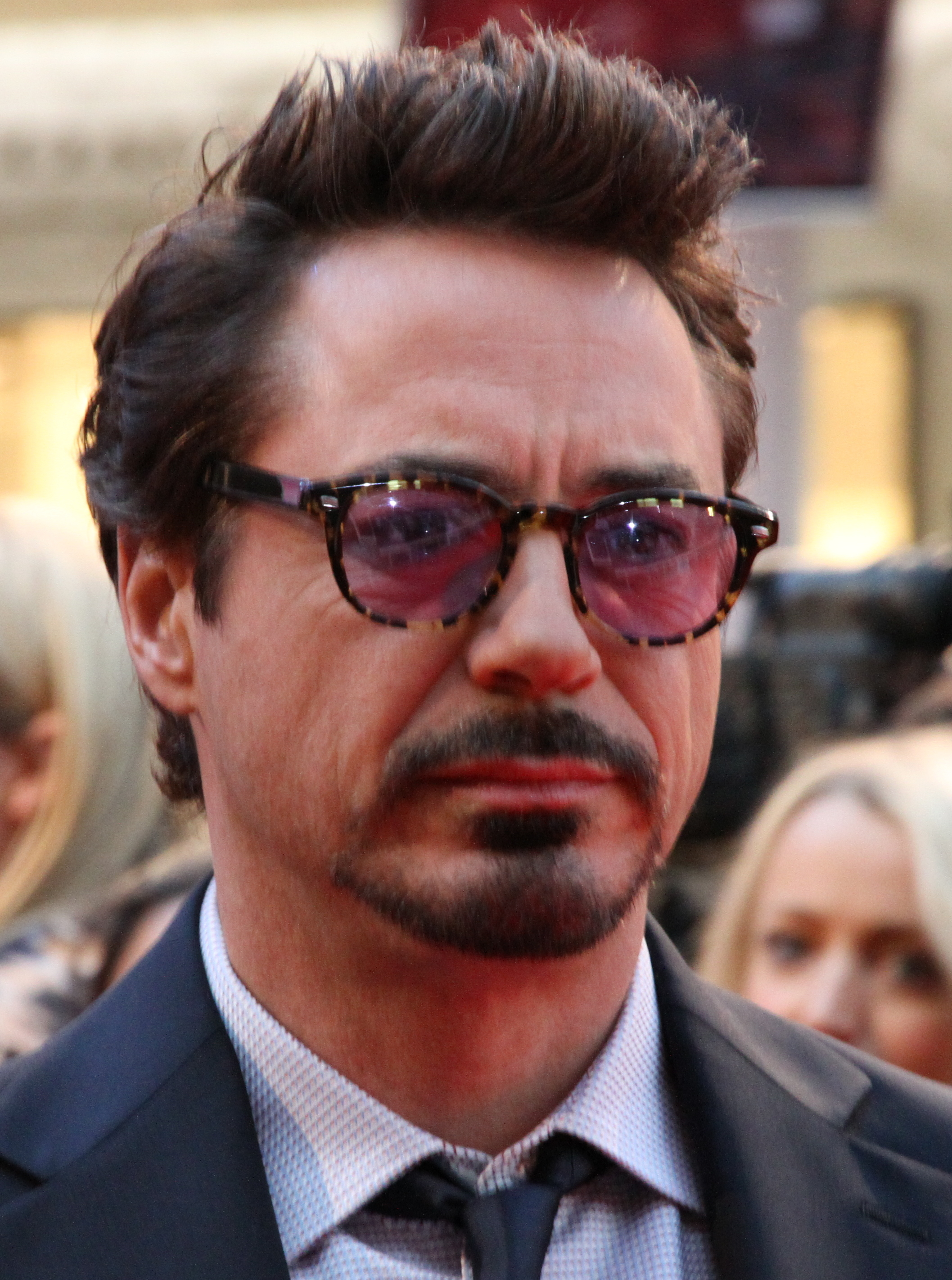
Robert Downey Jr.

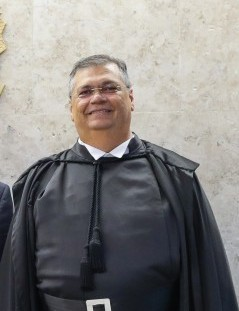
Flávio Dino

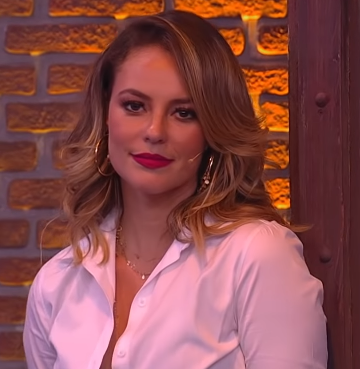
Paolla Oliveira

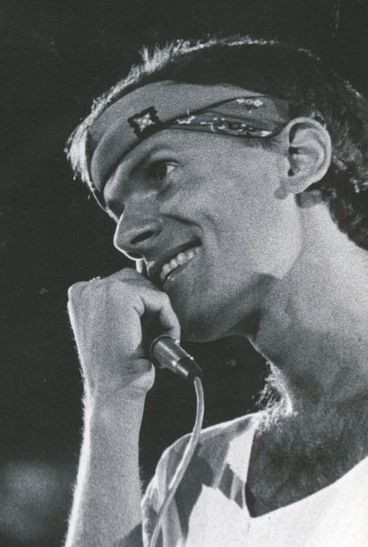
Cazuza

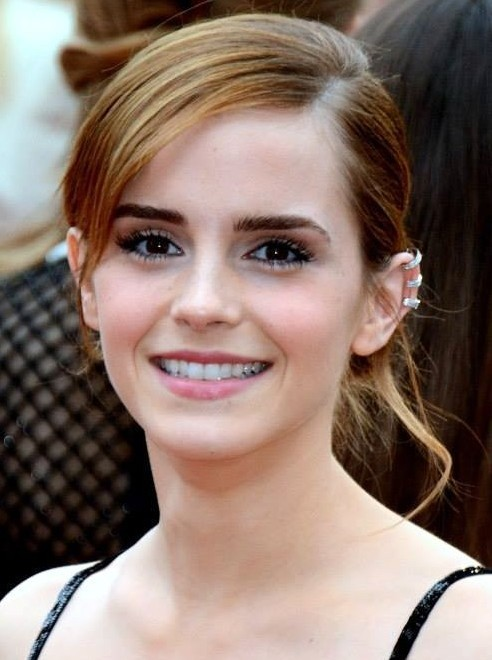
Emma Watson

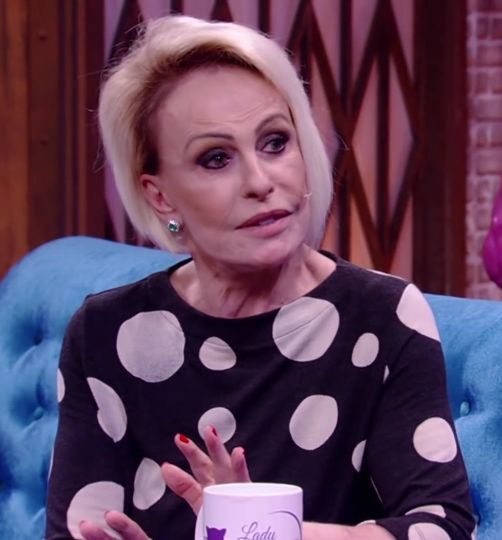
Ana Maria Braga

- 1 de abril de 1815 — Otto von Bismarck, político alemão (m. 1898).
- 1 de abril de 1868 — Edmond Rostand, poeta e dramaturgo francês (m. 1918).
- 1 de abril de 1902 — Moreira da Silva, cantor e compositor brasileiro (m. 2000).
- 1 de abril de 1949 — Ana Maria Braga, jornalista e apresentadora de televisão brasileira.
- 1 de abril de 1981 — Armando Babaioff, ator brasileiro.
- 1 de abril de 1995 — Logan Paul, youtuber e ator americano.
- 1 de abril de 1997 — Asa Butterfield, ator britânico.
- 2 de abril de 1545 — Isabel de Valois, Rainha de Espanha (m. 1568).
- 2 de abril de 1566 — Maria Madalena de Pazzi, religiosa e santa católica italiana (m. 1607).
- 2 de abril de 1653 — Jorge da Dinamarca (m. 1708).
- 2 de abril de 1975 — Adam Rodriguez, ator norte-americano.
- 2 de abril de 2003 — Martina Oliveira, camgirl brasileira.
- 3 de abril de 1643 — Carlos V da Lorena (m. 1690).
- 3 de abril de 1745 — William Eden, estadista e diplomata britânico (m. 1814).
- 3 de abril de 1783 — Washington Irving, escritor estadunidense (m. 1859).
- 3 de abril de 1922 — Doris Day, atriz estadunidense (m. 2019).
- 3 de abril de 1924 — Marlon Brando, ator norte-americano (m. 2004).
- 3 de abril de 1982 — Cobie Smulders, atriz canadense.
- 3 de abril de 1997 — Gabriel Jesus, futebolista brasileiro.
- 3 de abril de 1998 — Paris Jackson, atriz norte-americana.
- 4 de abril de 1819 — Maria II de Portugal (m. 1853).
- 4 de abril de 1958 — Cazuza, cantor e compositor brasileiro (m. 1990).
- 4 de abril de 1965 — Robert Downey Jr., ator norte-americano.
- 4 de abril de 1991 — Lucas Lucco, cantor e ator brasileiro.
- 4 de abril de 1996 — Austin Mahone, cantor e ator estadunidense.
- 5 de abril de 1568 — Papa Urbano VIII (m. 1644).
- 5 de abril de 1817 — Manuel José do Conde, nobre e empresário português (m. 1897).
- 5 de abril de 1988 — Daniela Luján, atriz, cantora e apresentadora mexicana.
- 6 de abril de 1483 — Rafael, pintor e arquiteto italiano (m. 1520).
- 6 de abril de 1794 — José Inácio de Abreu e Lima, militar, escritor e jornalista brasileiro (m. 1869).
- 6 de abril de 1937 — Merle Haggard, músico norte-americano (m. 2016).
- 6 de abril de 1969 — Paul Rudd, ator norte-americano.
- 6 de abril de 1998 — Peyton Roi List, atriz e modelo norte-americana.
- 6 de abril de 1999 — Virginia Fonseca, influenciadora brasilo-estadunidense.
- 7 de abril de 1506 — Francisco Xavier, missionário católico do padroado português (m. 1552).
- 7 de abril de 1629 — João José de Áustria (m. 1679).
- 7 de abril de 1786 — William R. King, político estadunidense (m. 1853).
- 7 de abril de 1915 — Billie Holiday, cantora norte-americana (m. 1959).
- 7 de abril de 1980 — Bruno Covas, economista e político brasileiro.
- 7 de abril de 1980 — Milene Uehara, cantora e modelo brasileira.
- 8 de abril de 1320 — Pedro I de Portugal (m. 1367).
- 8 de abril de 1605 — Filipe IV de Espanha e III de Portugal (m. 1665).
- 8 de abril de 1741 — Basílio da Gama, poeta brasileiro (m. 1795).
- 8 de abril de 1994 — Pedro Malta, ator brasileiro.
- 9 de abril de 1774 — Rafael de Riego, militar e político espanhol (m. 1823).
- 9 de abril de 1835 — Leopoldo II da Bélgica (m. 1909).
- 9 de abril de 1860 — Emily Hobhouse, enfermeira e ativista britânica (m. 1926).
- 9 de abril de 1912 — Amácio Mazzaropi, ator, diretor e comediante brasileiro (m. 1981).
- 9 de abril de 1998 — Elle Fanning, atriz estadunidense.
- 10 de abril de 1512 — Jaime V da Escócia (m. 1542).
- 10 de abril de 1783 — Hortênsia de Beauharnais, rainha consorte da Holanda (m. 1837).
- 10 de abril de 1921 — Chuck Connors, ator estadunidense (m. 1992).
- 10 de abril de 1993 — Sofia Carson, atriz, cantora e dançarina americana.
- 11 de abril de 1357 — João I de Portugal (m. 1433).
- 11 de abril de 1941 — Enzo Peri, militar brasileiro.
- 11 de abril de 1986 — Gregório Duvivier, ator brasileiro.
- 11 de abril de 1994 — Dakota Blue Richards, atriz britânica.
- 12 de abril de 1577 — Cristiano IV da Dinamarca (m. 1648).
- 12 de abril de 1813 — Maria de Orleães (m. 1839).
- 12 de abril de 1923 — Ann Miller, atriz e cantora norte-americana (m. 2004).
- 12 de abril de 1975 — Camila Morgado, atriz brasileira.
- 12 de abril de 1994 — Isabelle Drummond, atriz brasileira.
- 13 de abril de 1519 — Catarina de Médici, rainha consorte da França (m. 1589).
- 13 de abril de 1743 — Thomas Jefferson, político estadunidense (m. 1826).
- 13 de abril de 1747 — Luís Filipe II, Duque de Orleães (m. 1793).
- 13 de abril de 1982 — Bruno Gagliasso, ator brasileiro.
- 13 de abril de 1992 — Emma Degerstedt, atriz norte-americana.
- 13 de abril de 2003 — Jean Paulo Campos, ator, apresentador e cantor brasileiro.
- 14 de abril de 1578 — Filipe III de Espanha (m. 1621).
- 14 de abril de 1857 — Aluísio Azevedo, escritor e jornalista brasileiro (m. 1913).
- 14 de abril de 1982 — Paolla Oliveira, atriz brasileira.
- 15 de abril de 1452 — Leonardo da Vinci, artista e cientista italiano (m. 1519).
- 15 de abril de 1684 — Catarina I da Rússia (m. 1727).
- 15 de abril de 1974 — Gabriela Duarte, atriz brasileira.
- 15 de abril de 1983 — Alice Braga, atriz brasileira.
- 15 de abril de 1990 — Emma Watson, atriz britânica.
- 16 de abril de 1730 — Henry Clinton, militar e político britânico (m. 1795).
- 16 de abril de 1755 — Élisabeth-Louise Vigée-Le Brun, pintora francesa (m. 1842).
- 16 de abril de 1889 — Charlie Chaplin, ator e comediante inglês (m. 1977).
- 16 de abril de 1927 — Papa Bento XVI (m. 2022).
- 16 de abril de 1971 — Selena, cantora estadunidense (m. 1995).
- 16 de abril de 1996 — Anya Taylor-Joy, atriz  norte-americana e britânica.
- 17 de abril de 1573 — Maximiliano I, Eleitor da Baviera (m. 1651).
- 17 de abril de 1620 — Marguerite Bourgeoys, religiosa e santa católica francesa (m. 1700).
- 17 de abril de 1987 — Jacqueline MacInnes Wood, atriz e cantora canadense.
- 17 de abril de 1992 — Shkodran Mustafi, futebolista alemão.
- 18 de abril de 1480 — Lucrécia Bórgia (m. 1519).
- 18 de abril de 1768 — Jean-Baptiste Debret, pintor e desenhista francês (m. 1848).
- 18 de abril de 1882 — Monteiro Lobato, escritor brasileiro (m. 1948).
- 18 de abril de 1890 — Maria Pavlovna da Rússia (m. 1958).
- 18 de abril de 1922 — Barbara Hale, atriz estadunidense (m. 2017).
- 19 de abril de 1793 — Fernando I da Áustria (m.1875).
- 19 de abril de 1882 — Getúlio Vargas, político brasileiro (m. 1954).
- 19 de abril de 1886 — Manuel Bandeira, poeta brasileiro (m. 1968).
- 19 de abril de 1972 - Rivaldo, ex-futebolista brasileiro.
- 19 de abril de 1987 - Joe Hart, futebolista inglês
- 19 de abril de 1990 - Héctor Herrera, futebolista mexicano.
- 19 de abril de 1992 - Nick Pope, futebolista inglês.
- 19 de abril de 1995 - Patrick Gibson, ator irlandês.
- 20 de abril de 1586 — Rosa de Lima, religiosa peruana e padroeira da América (m. 1617).
- 20 de abril de 1808 — Napoleão III de França (m. 1873).
- 20 de abril de 1845 — Barão do Rio Branco, diplomata, geógrafo e historiador brasileiro (m. 1912).
- 20 de abril de 1889 — Adolf Hitler, militar e político alemão (m. 1945).
- 21 de abril de 1555 — Ludovico Carracci, pintor italiano (m. 1619).
- 21 de abril de 1851 — Sílvio Romero, literato brasileiro (m. 1914).
- 21 de abril de 1926 — Isabel II do Reino Unido.
- 21 de abril de 1985 — Paloma Bernardi, atriz brasileira.
- 21 de abril de 1998 — Zé Felipe, cantor brasileiro.
- 22 de abril de 1451 — Isabel I de Castela (m. 1504).
- 22 de abril de 1610 — Papa Alexandre VIII (m. 1691).
- 22 de abril de 1870 — Vladimir Lenin, escritor e revolucionário russo (m. 1924).
- 22 de abril de 1974 — Belo, cantor e compositor brasileiro.
- 22 de abril de 1980 — Rodrigo Hilbert, ator e modelo brasileiro.
- 22 de abril de 1984 — Michelle Ryan, atriz britânica.
- 22 de abril de 1986 — Amber Heard, atriz estadunidense.
- 22 de abril de 1987 — David Luiz, futebolista brasileiro.
- 23 de abril de 1564 — William Shakespeare, dramaturgo, poeta e ator britânico (m. 1616).
- 23 de abril de 1791 — James Buchanan, político estadunidense (m. 1868).
- 23 de abril de 1897 — Pixinguinha, compositor brasileiro (m. 1973).
- 23 de abril de 1960 — Leo Jaime, cantor, compositor e ator brasileiro.
- 23 de abril de 2004 — Teagan Croft, atriz australiana.
- 23 de abril de 2012 — Alan Kim, ator americano.
- 23 de abril de 2018 — Luís de Cambridge, membro da família real britânica.
- 24 de abril de 1533 — Guilherme I, Príncipe de Orange (m. 1584).
- 24 de abril de 1581 — Vicente de Paulo, santo francês (m. 1660).
- 24 de abril de 1995 — Ludmilla, cantora e compositora brasileira.
- 25 de abril de 1214 — Luís IX de França (m. 1270).
- 25 de abril de 1599 — Oliver Cromwell, político inglês (m. 1658).
- 25 de abril de 1608 — Gastão, Duque d'Orleães (m. 1660).
- 25 de abril de 1775 — Carlota Joaquina de Bourbon, rainha consorte de Portugal e Algarves (m. 1830).
- 25 de abril de 1843 — Alice do Reino Unido (m. 1878).
- 26 de abril de 121 — Marco Aurélio, imperador romano (m. 180).
- 26 de abril de 1648 — Pedro II de Portugal (m. 1706).
- 26 de abril de 1894 — Rudolf Hess, político alemão (m. 1987).
- 26 de abril de 1981 — Mariana Ximenes, atriz brasileira.
- 27 de abril de 1779 — Constantino Pavlovich da Rússia (m. 1831).
- 27 de abril de 1899 — Walter Lantz, cartunista e diretor de animação estadunidense (m. 1994).
- 27 de abril de 1910 — Ranieri Mazzilli, político brasileiro (m. 1975).
- 27 de abril de 1992 — Miguel Rômulo, ator brasileiro.
- 27 de abril de 2006 — Myrella Victória, atriz brasileira.
- 28 de abril de 1442 — Eduardo IV de Inglaterra (m. 1483).
- 28 de abril de 1758 — James Monroe, político norte-americano (m. 1831).
- 28 de abril de 1842 — Gastão de Orléans, Conde d'Eu (m. 1922).
- 28 de abril de 1889 — António de Oliveira Salazar, político e estadista português (m. 1970).
- 28 de abril de 1974 — Penélope Cruz, atriz espanhola.
- 28 de abril de 1981 — Jessica Alba, atriz estadunidense.
- 29 de abril de 1818 — Alexandre 2.º da Rússia (m. 1881).
- 29 de abril de 1870 — Osório Duque-Estrada, poeta, crítico e teatrólogo brasileiro (m. 1927).
- 29 de abril de 1936 — Dedé Santana, ator, apresentador, humorista e roteirista brasileiro.
- 29 de abril de 1970 — Uma Thurman, atriz estadunidense.
- 29 de abril de 1985 — Dudu Pelizzari, ator brasileiro.
- 29 de abril de 1986 — Monique Alfradique, atriz brasileira.
- 29 de abril de 1989 — Sophie Charlotte, atriz brasileira.
- 29 de abril de 1998 — MC Kevin, cantor e compositor brasileiro (m. 2021).
- 29 de abril de 2006 — Xochitl Gomez, atriz canadense.
- 29 de abril de 2007 — Sofia de Bourbon e Ortiz.
- 30 de abril de 1662 — Maria II de Inglaterra (m. 1694).
- 30 de abril de 1823 — George Campbell, 8.º Duque de Argyll (m. 1900).
- 30 de abril de 1946 — Carlos XVI Gustavo da Suécia.
- 30 de abril de 1955 — Roberto Justus, apresentador, publicitário, empresário e cantor brasileiro.
- 30 de abril de 1968 – Flávio Dino, político brasileiro.
- 30 de abril de 1982 — Kirsten Dunst, atriz norte-americana.
- 30 de abril de 1985 — Gal Gadot, atriz e modelo israelense.
- 30 de abril de 1988 — Ana de Armas, atriz cubana.
- 30 de abril de 1993 — Henry Zaga, ator e modelo brasileiro.
- 30 de abril de 2002 — Giovanna Rispoli, atriz brasileira.

## Mortes
- 2 de abril de 1983 — Clara Nunes, cantora brasileira (n. 1942).
- 2 de abril de 2005 — Papa João Paulo II (n. 1920).
- 4 de abril de 636 — Isidoro de Sevilha, arcebispo espanhol (n. 560).
- 4 de abril de 1841 — William Henry Harrison, político norte-americano (n. 1773).
- 4 de abril de 2011 — Jackson Lago, político brasileiro (n. 1934).
- 7 de abril de 1498 — Carlos VIII da França (n. 1470).
- 7 de abril de 2007 — Barry Nelson, ator estadunidense (n. 1917).
- 7 de abril de 2011 — Fausto Rocha, político brasileiro (n. 1938).
- 8 de abril de 1986 — Yukiko Okada, modelo, atriz e cantora (n. 1967).
- 11 de abril de 1903 — Gemma Galgani, santa italiana (n. 1878).
- 11 de abril de 1900 — Bezerra de Menezes, médico, escritor e político brasileiro (n. 1831).
- 11 de abril de 2002 — Armando Cortez, ator português (n. 1928).
- 12 de abril de 1555 — Joana de Castela, rainha de Castela e Leão (n. 1479).
- 12 de abril de 2012 — Marly Bueno, atriz brasileira (n. 1932).
- 12 de abril de 2017 — Charlie Murphy, ator e roteirista americano (n. 1959).
- 21 de abril de 2025 — Papa Francisco (n. 1936).
- 22 de abril de 1616 — Miguel de Cervantes, escritor, dramaturgo e poeta espanhol (n. 1547).
- 22 de abril de 2002 — Linda Lovelace, atriz estadunidense (n. 1949).
- 22 de abril de 2010 — Lina Marulanda, modelo e apresentadora colombiana (n. 1980).
- 30 de abril de 2025 – Jules Albert Wijdenbosch, ex-presidente surinamês (n. 1941).